# Campeonato de Portugal 1922
První ročník Campeonato de Portugal (portugalského fotbalového poháru) se konal od 4. června do 18. června 1922. Celkem turnaj hráli dva kluby: FC Porto a Sporting CP.
Když v roce 1914 vznikla Portugalská fotbalová federace (FPF) a v roce 1921 i národní tým, rozhodla se FPF že uspořádá turnaj mezi vítězi regionálních mistrů. Z regionu Madeira a Algarve se kvůli ekonomických důvodů turnaje nezúčastnili. A tak jediní účastníci byli vítězové z regionu Lisabon a Porta.
Odehráli celkem tři zápasy, protože první zápas vyhrálo FC Porto 2:1 a druhé utkání Sporting CP 2:0. Dodatečné utkání se odehrálo v Portu a opět vyhrály domácí. FC Porto porazilo v prodloužení Sporting CP 3:1 a získali tak první trofej.